# Hasana (Sängersklavin)
Hasana (arabisch حسنة, DMG Ḥasana), geb. im 8. Jahrhundert, gest. im 8. oder 9. Jahrhundert, war eine persische Sängersklavin und Konkubine des dritten Abbasiden-Kalifen al-Mahdi (743/745–785, reg. 775–785). Sie war möglicherweise unbeabsichtigt für dessen Tod verantwortlich.

## Leben

### Status und Beziehung zum Kalif al-Mahdi
Hasana war eine Sklavin persischer Herkunft. Sie kam wohl relativ spät in den Harem von al-Mahdi und ist möglicherweise identisch mit einer anderen Sklavin al-Mahdis namens Ḥasnā (حسنا).

Hasana wird als schöne Frau und gebildete Sängersklavin beschrieben. Nach einigen Schilderungen war sie eine der Lieblingssklavinnen von al-Mahdi; er selbst dichtete über sie:
"Ich sehe Wasser, und ich bin von großem Durst geplagt, aber es gibt keinen Weg, um es zu erreichen. Reicht es dir, dass du mich versklavst, während alle Menschen meine Sklaven sind? Wenn du mir Hände und Füße abhacken würdest, würde ich vor lauter Vergnügen sagen: „O, mehr!“
In dieser Stellung sorgte Hasana für einige unruhige Momente für al-Mahdis Hauptfrau Chaizuran, der Mutter der nachfolgenden Kalifen al-Hadi (reg. 785–786) und Harun al-Raschid (reg. 786-809).

### Rolle beim Tod al-Mahdis
Gemäß arabischer Historiografen wie al-Tabari, al-Mas'udi und Ibn al-Athir war sie im Jahr 785 ungewollt in al-Mahdis Tod verwickelt. Nach einer Schilderung von Ahmad ibn Muhammad al-Razi wollte Hasana eine Rivalin im Harem al-Mahdis beseitigen. Hierzu ließ sie ihrer Rivalin einen Teller mit Essen bringen, unter dem eine vergiftete Birne war. Al-Mahdi griff jedoch selbst nach der Birne und aß sie, woraufhin er Magenschmerzen verspürte und in der gleichen Nacht verstarb. Sie bedauerte ihre Tat zutiefst.
Eine weitere Erzählung erwähnt sie ebenfalls im Kontext des Todes von al-Mahdi, jedoch nicht als Täterin.
Bei al-Mahdis Beerdigung trauerte sie stark um ihn.

## Rezeption
In der klassisch-arabischen Literatur findet Hasana unter anderem Erwähnung bei al-Tabari (839–923) in seinem monumentalen Geschichtswerk Taʾrīḫ aṭ-Ṭabarī – Taʾrīḫ ar-Rusūl wa-l-Mulūk, al-Mas'udi (895–956) und bei Ibn al-Athir (1160–1233).

### Arabische Primärquellen
- Al-Tabari: The History of al-Tabari, Vol 29: Al-Mansur and al-Mahdi, State University of New York Press, New York 1990, S. 244, 263.

### Sekundärliteratur
- Nabia Abbott: Two Queens of Baghdad: Mother and Wife of Hārūn Al Rashīd, University of Chicago Press, 1946. ISBN 978-0-86356-031-6.
- Benson Bobrick: The Caliph's Splendor: Islam and the West in the Golden Age of Baghdad, Simon & Schuster, 2012. ISBN 978-1416567622.